# Micraneflus imbellis
Micraneflus imbellis är en skalbaggsart som först beskrevs av Thomas Casey 1914.  Micraneflus imbellis ingår i släktet Micraneflus och familjen långhorningar. Inga underarter finns listade i Catalogue of Life.